# Alfred M. Gray Jr.
Alfred Mason Gray Jr. (Rahway, 22 de junho de 1928 – Alexandria, 20 de março de 2024) foi um general quatro estrelas aposentado do Corpo de Fuzileiros Navais dos Estados Unidos que serviu como 29º Comandante do Corpo de Fuzileiros Navais de 1º de julho de 1987 até sua aposentadoria em 30 de junho de 1991, após 41 anos de serviço.

## Carreira
Gray se alistou no Corpo de Fuzileiros Navais dos Estados Unidos em 1950. Ele serviu no exterior com a Fleet Marine Force (FMF), Pacífico, alcançando o posto de sargento antes de ser comissionado como segundo-tenente em abril de 1952. Suas primeiras viagens incluíram serviço no 11º e 7º fuzileiros navais , 1ª Divisão de Fuzileiros Navais na Coréia, o 8º Regimento de Fuzileiros Navais, 2ª Divisão de Fuzileiros Navais em Marine Corps Base Camp Lejeune, Carolina do Norte, e Sede do Corpo de Fuzileiros Navais, Washington, D.C., durante o qual prestou serviço na Baía de Guantánamo e no Vietnã.